# Siri (Delhi)

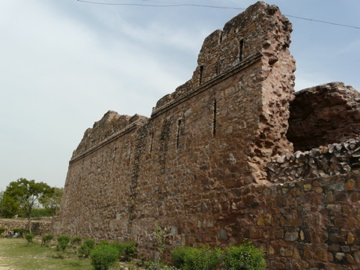
Ruinen des Siri-Forts

Siri ist eine historisch und kulturell bedeutsame Festung im Süden der indischen Metropole Delhi. In der von kolonialzeitlichen Historikern geprägten Liste der „sieben Städte von Delhi“ wird Siri als zweite Stadtgründung gezählt.

## Lage
Siri liegt jeweils ca. 3 km nordöstlich von Mehrauli bzw. nordwestlich von Tughlaqabad in einer Höhe von ca. 228 m. Die Tagestemperaturen können im Frühsommer (Mai, Juni) 45° und mehr erreichen; in kalten Winternächten können aber auch Fröste auftreten. Regen fällt eigentlich nur in den sommerlichen Monsunmonaten.

## Geschichte
Das in den Jahren 1297 bis 1307 erbaute Siri-Fort ist eine Gründung von Ala ud-Din Khalji, dem türkischstämmigen Sultan von Delhi aus der Khalji-Dynastie. Es sollte Mongoleneinfälle in den Norden Indiens, speziell nach Delhi, verhindern, was jedoch nur begrenzt gelang, doch immerhin konnte Ala ud-Din Khalji die Mongolenheere mehrfach militärisch bezwingen. In den Jahren 1326/7 umgab Muhammad bin Tughluq das Adilabad-Fort sowie das Gebiet um Siri mit einer Mauer und schuf so eine neue Stadt mit Namen Jahanpanah.

## Sehenswürdigkeiten

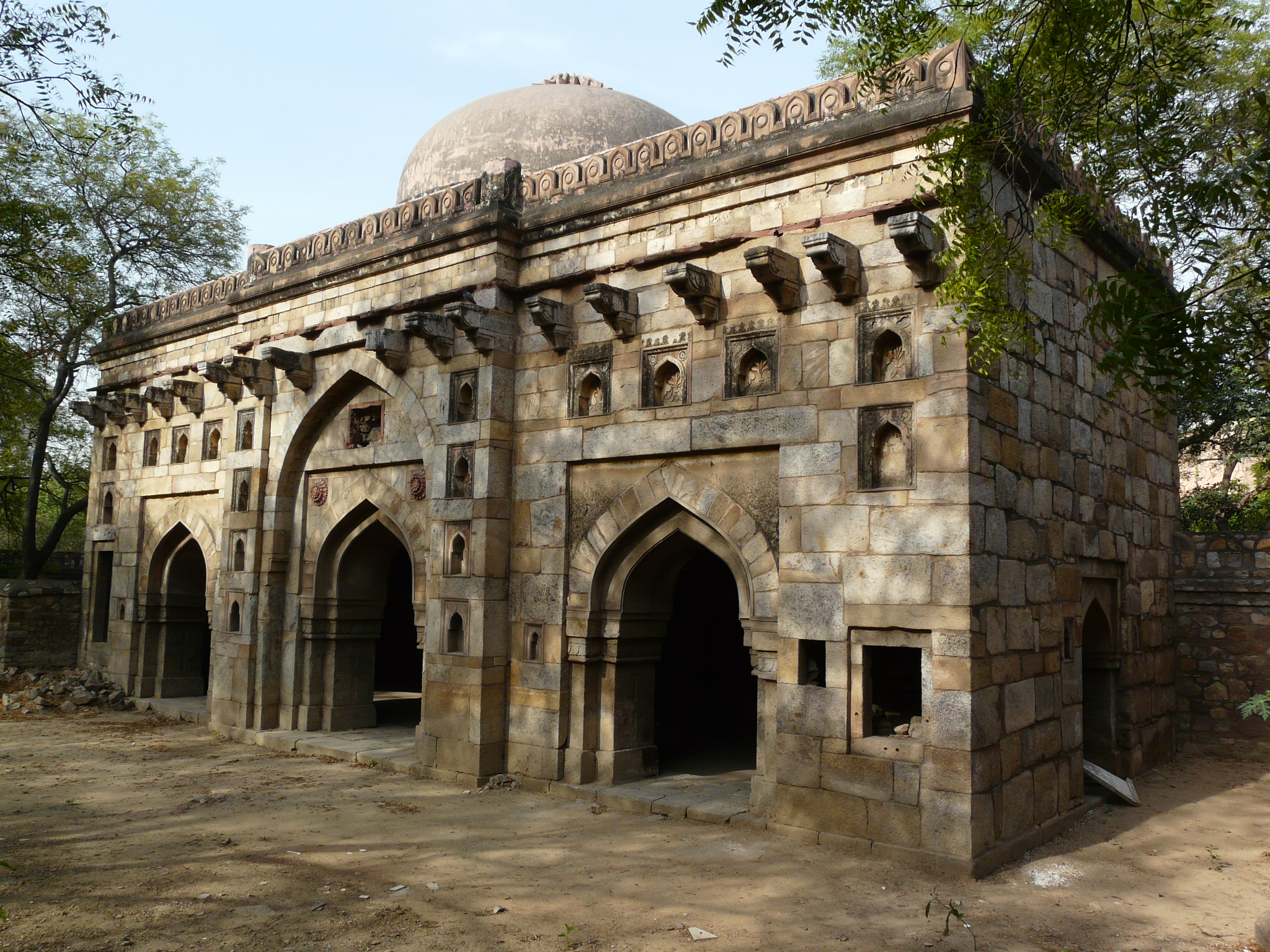
Muhammad Wali Masjid

- Die Überreste der Mauern des Siri-Forts sind nur wenig beeindruckend. Viele Steine wurden später zum Bau von Häusern etc. abtransportiert.
- Deutlich besser erhalten bzw. restauriert ist die aus exakt behauenen, aber farb- und nahezu ornamentlosen Steinen unterschiedlichen Formats erbaute Muhammad-Wali-Moschee. Die dreiportalige Fassade zeigt einen Mittelrisalit und zahlreiche kleine Wandnischen mit abgeschrägten Platten mit vegetabilischen Reliefs; sie sind von Spitz- und Kielbögen überhöht. Darüber befindet sich 18 Konsolen, über deren Zweck Unklarheit besteht. Ein Zinnenfries bildet den oberen Abschluss der Fassade. Die mittlere Kuppel wird von sich kreuzenden Rippen unterfangen und ruht auf einem Blendnischen-Oktogon mit Muqarnas-ähnlichen Pendentifs.
- Das unter der Leitung des Archaeological Survey of India stehende Children's Museum ist im Siri Fort Auditorium untergebracht und zeigt derzeit ca. 30 Repliken klassischer indischer Skulpturen, die – ausschließlich nach Fotografien – von Studenten des College of Arts and Crafts in Patna, Bihar, geschaffen wurden. Die Sammlung soll ausgebaut werden.